# Çankaya
Çankaya (IPA: tʃankaja) Törökország Ankara tartományának egyik központi körzete, mely egyben Ankara főváros központi negyede is, ez a főváros irányító központja. Az egyébiránt 785 330 fős városrész népessége napközben (az itt dolgozók száma miatt) kétmillió fölé is emelkedhet. A főváros igazi iskolanegyede is, 102 középiskola és tíz egyetem található a körzetben.

## Története

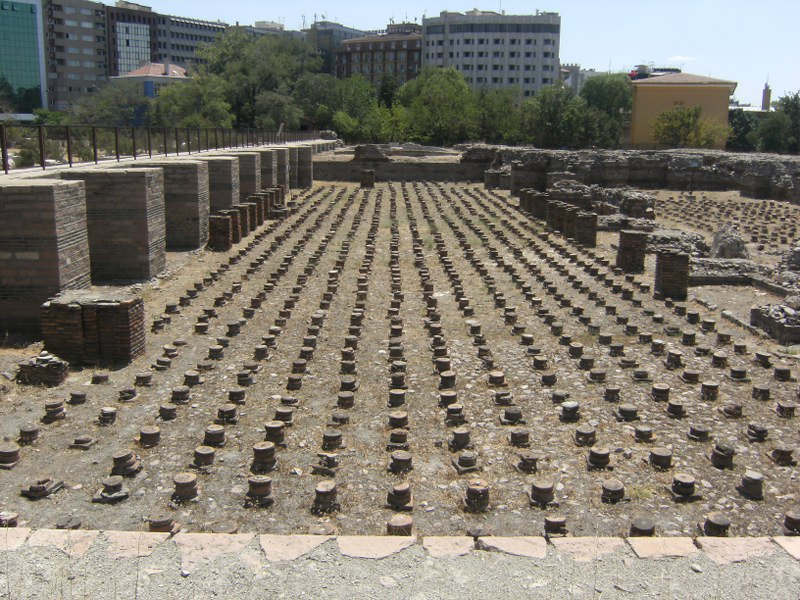
A körzet egyik negyedében, Ulusban található római kori fürdő

Çankayát hattik, hettiták, frígek, lüdiaiak, perzsák, makedónok, galatiaiak, rómaiak, bizánciak, szeldzsukok lakták, utánuk különféle anatóliai bejségek kezére került, majd az Oszmán Birodalom része lett.
A körzetben számos ókori emlék található, mint például római fürdők vagy Juliánusz oszlopa. Számos fontos történelmi esemény zajlott itt, például az 1402-es ankarai csata I. Bajazid oszmán szultán és Timur Lenk mongol hadvezér között. A 19. században jelentőségét vesztett település lett, melynek a török függetlenségi háború adta vissza fontosságát, mivel Mustafa Kemal Atatürk itt található házából vezényelte az eseményeket. Çankaya 1936-ban kapott körzet státuszt.

## Földrajza
Çankaya a közép-anatóliai régió Felső-Sakarya tájegységében található, keleten és északon Mamak és Altındağ, délen Gölbaşı, nyugaton pedig Yenimahalle határolja. Sziklás medencébe épült, melyet magaslatok vesznek körül.

### Éghajlat
A körzet éghajlata kontinentális, a tél hideg és csapadékos (hó), a nyár meleg és száraz. A közép-anatóliai régió Törökország legkevesebb csapadékot kapó területe, így az év egyharmada napos. A csapadék évi átlagos mennyisége Çankaya körzetében 404,5 mm, a legtöbb eső májusban hullik (51,8 mm), a legkevesebb augusztusban (14,4 mm).
| Hónap                                                      | Jan. | Feb. | Már. | Ápr. | Máj. | Jún. | Júl. | Aug. | Szep. | Okt. | Nov. | Dec. | Év   |
| ---------------------------------------------------------- | ---- | ---- | ---- | ---- | ---- | ---- | ---- | ---- | ----- | ---- | ---- | ---- | ---- |
| Átlagos max. hőmérséklet (°C)                              | 4,1  | 5,9  | 11,1 | 17,3 | 22,2 | 26,4 | 29,9 | 30,0 | 25,8  | 20,0 | 12,9 | 6,3  | 17,7 |
| Átlagos min. hőmérséklet (°C)                              | −3,5 | −2,8 | 0,2  | 5,1  | 9,4  | 12,6 | 15,4 | 15,4 | 11,3  | 6,8  | 2,4  | −1,9 | 5,9  |
| Forrás: Worldweather.org Worldweather.org Worldweather.org |      |      |      |      |      |      |      |      |       |      |      |      |      |

## Népesség
| A körzet népességének változása | A körzet népességének változása | A körzet népességének változása | A körzet népességének változása |
| ------------------------------- | ------------------------------- | ------------------------------- | ------------------------------- |
| Év                              | Körzeti központ                 | Falvak                          | Összesen                        |
| 2009                            | 803 346                         | 0                               | 803 346                         |
| 2007                            | 792 189                         | 0                               | 792 189                         |
| 2000                            | 758 490                         | 10 841                          | 769 331                         |
| 1997                            | 729 596                         | 5732                            | 735 328                         |
| 1990                            | 712 304                         | 2026                            | 714 330                         |
| 1985                            | 665 128                         |                                 |                                 |
| 1980                            | 921 882                         |                                 |                                 |
| 1975                            | 895 005                         |                                 |                                 |
| 1970                            | 653 290                         |                                 |                                 |
| 1965                            | 470 454                         |                                 |                                 |
| 1960                            | 304 077                         |                                 |                                 |

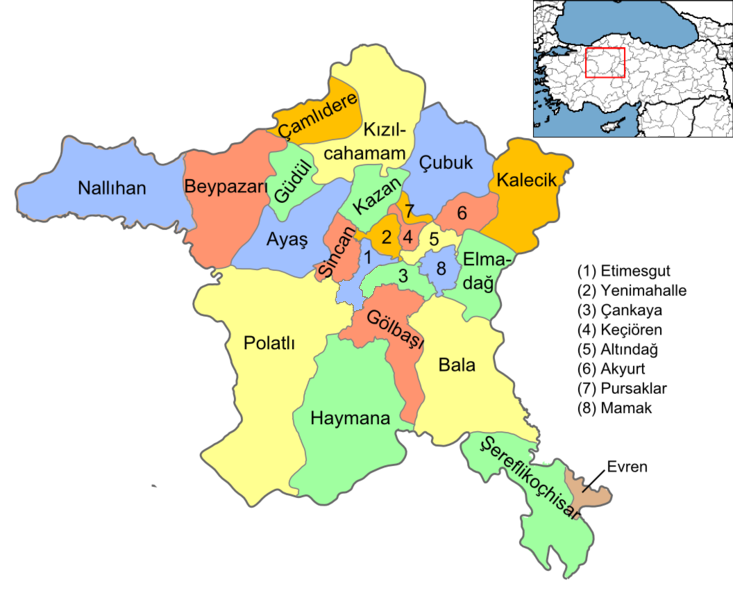
Ankara körzeteinek térképe

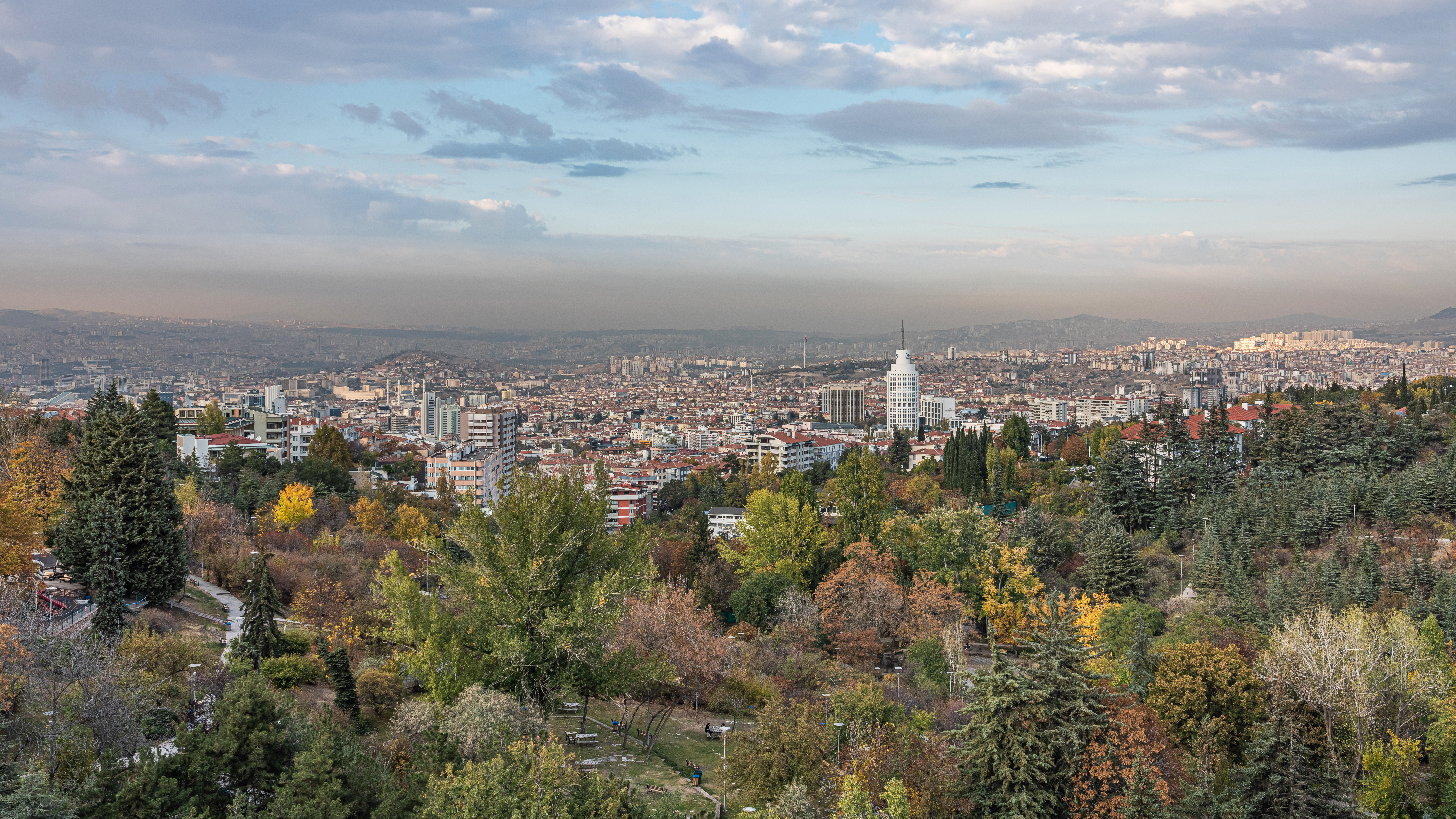
A botanikus kert

A 2007-es adatok szerint Çankaya népessége 792 189 fő.
A lakkoságból 385 617 fő férfi; 406 572 fő nő. A lakosság teljes egésze városban él, a korábbi falvak beolvadtak.

## Oktatás

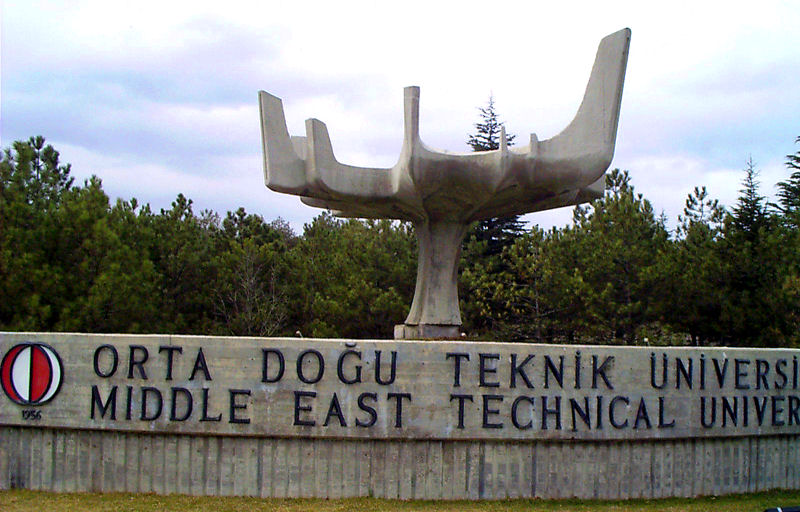
A Közel-keleti Műszaki Egyetem jelképe

Çankaya igazi egyetemváros, tíz egyetemen több mint 100 000 hallgató tanul itt. Törökország legfontosabb egyetemei közül jó néhány tanálható itt, emellett pedig magánegyetemeknek is helyt ad a körzet. A világ legjobb 500 egyeteme közé tartozó Közel-keleti Műszaki Egyetem a körzetben található.
A körzet egyetemeinek listája:
- állami: Ankarai Egyetem,[15] Gazi Egyetem,[16] Hacettepe Egyetem,[17] Közel-keleti Műszaki Egyetem[18]
- magán: Atılım Egyetem,[19] Başkent Egyetem,[20] Bilkent Egyetem,[21] Çankaya Egyetem,[22] TOBB Gazdasági és Műszaki Egyetem,[23] Ufuk Egyetem[24]
- katonai: Kara Harp Okulu[25]

## Testvérvárosok
- Adigeföld, Majkop
- Görögország, Holargosz
- Ukrajna, Podil
- Kuba, Playa
- Dél-Korea, Seocho-gu
- Mongólia, Suhbaatar

Előszerződéssel:
- Közép-afrikai Köztársaság, Bangui
- Észak-Macedónia, Szkopje[26]

## Képek

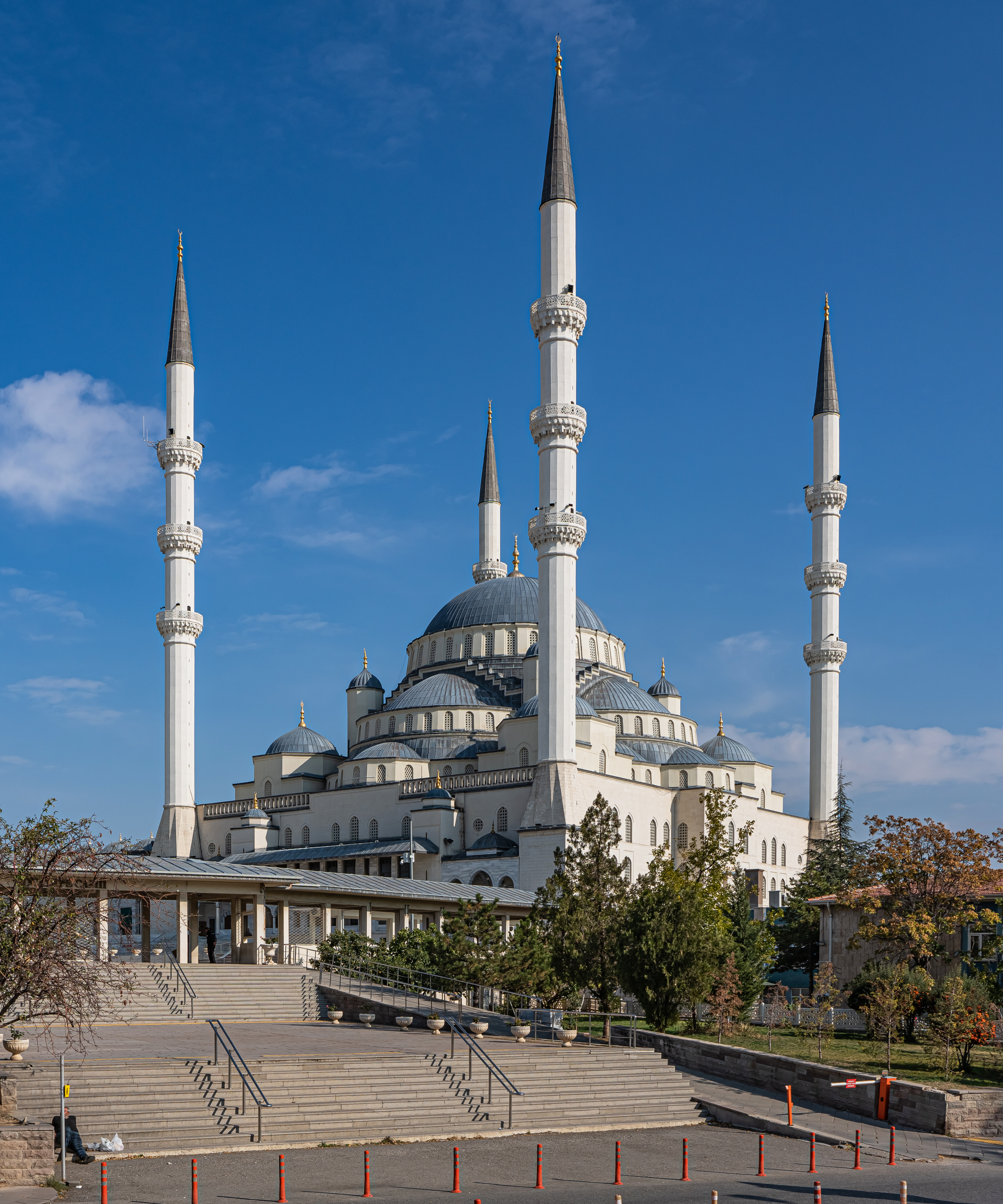
Kocatepe-mecset.
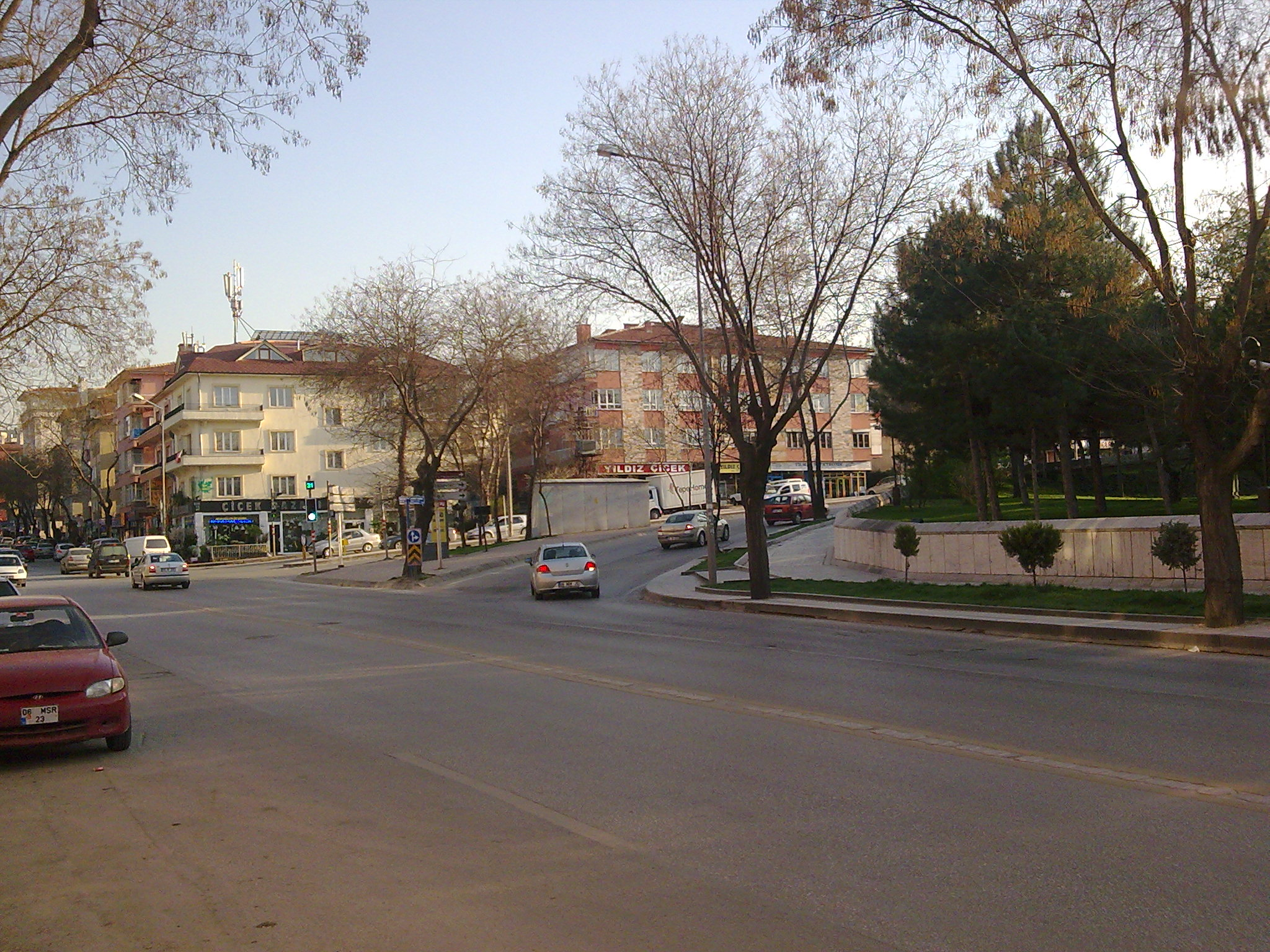
Maltepe and Anıttepe mahalle
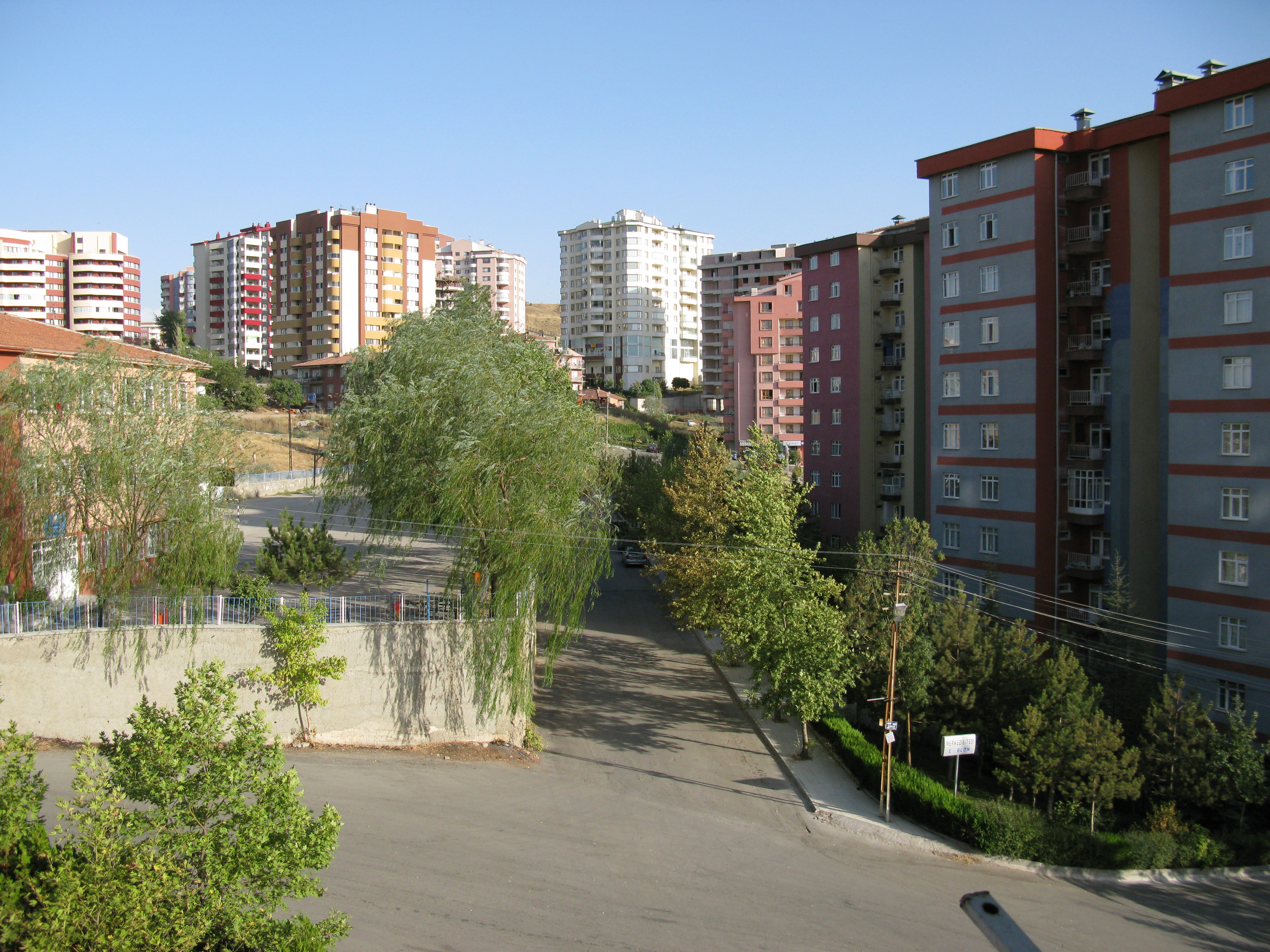
A 100. Yıl mahalle
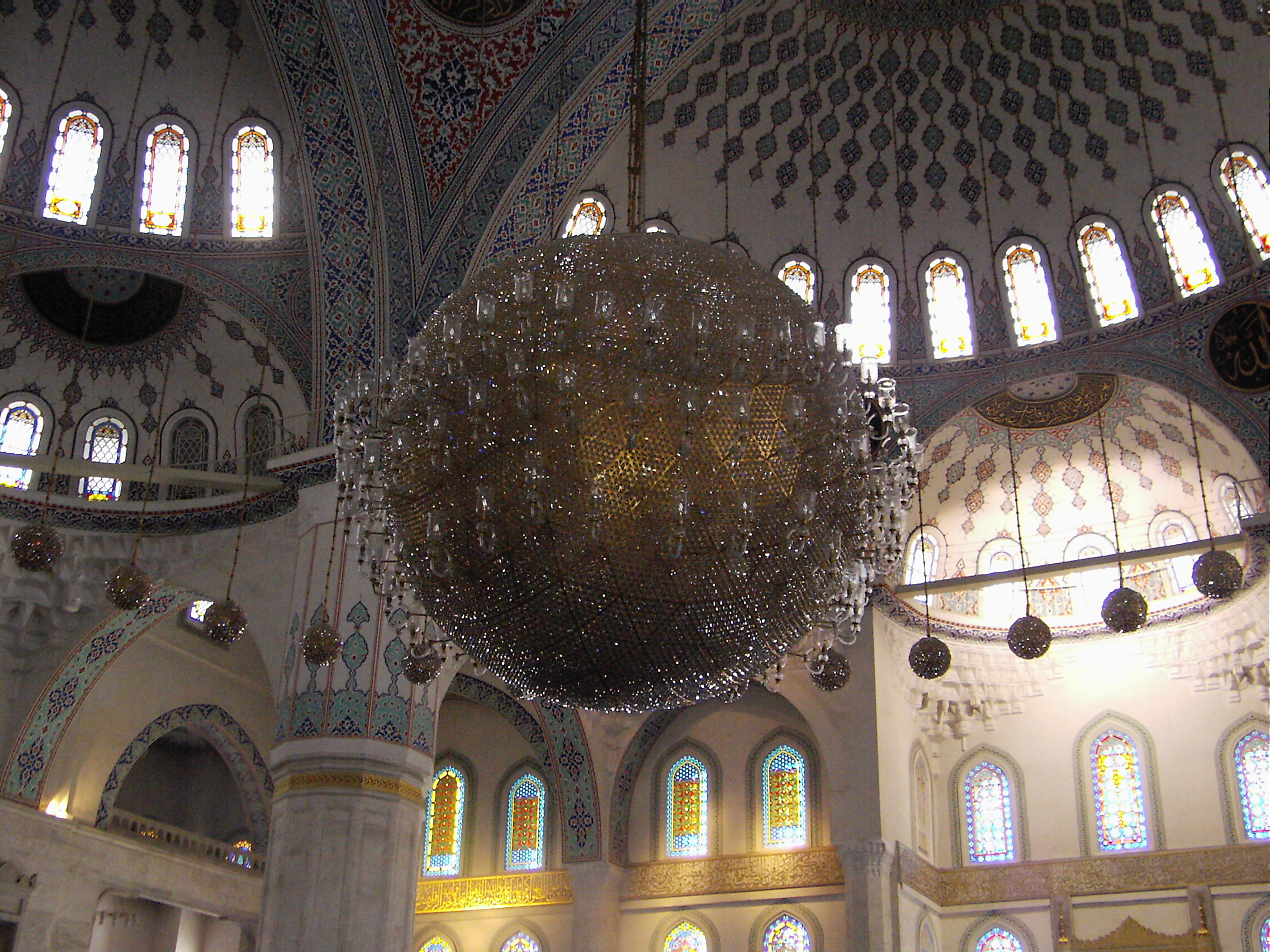
A Kocatepe-mecset belülről
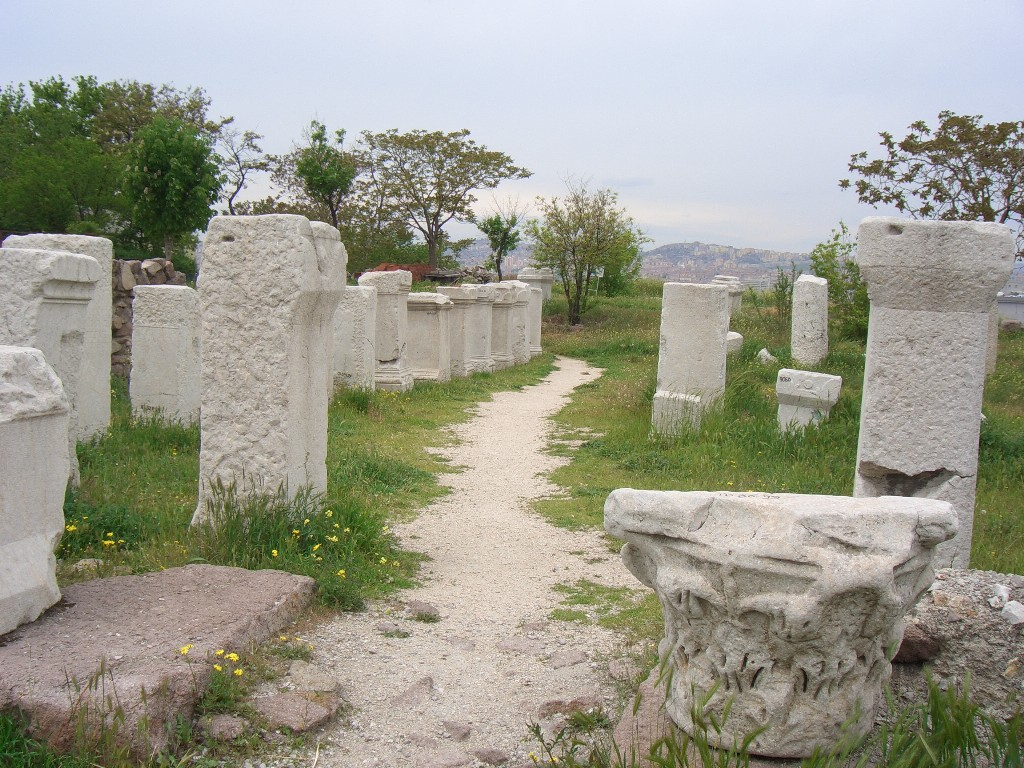
Római fürdő
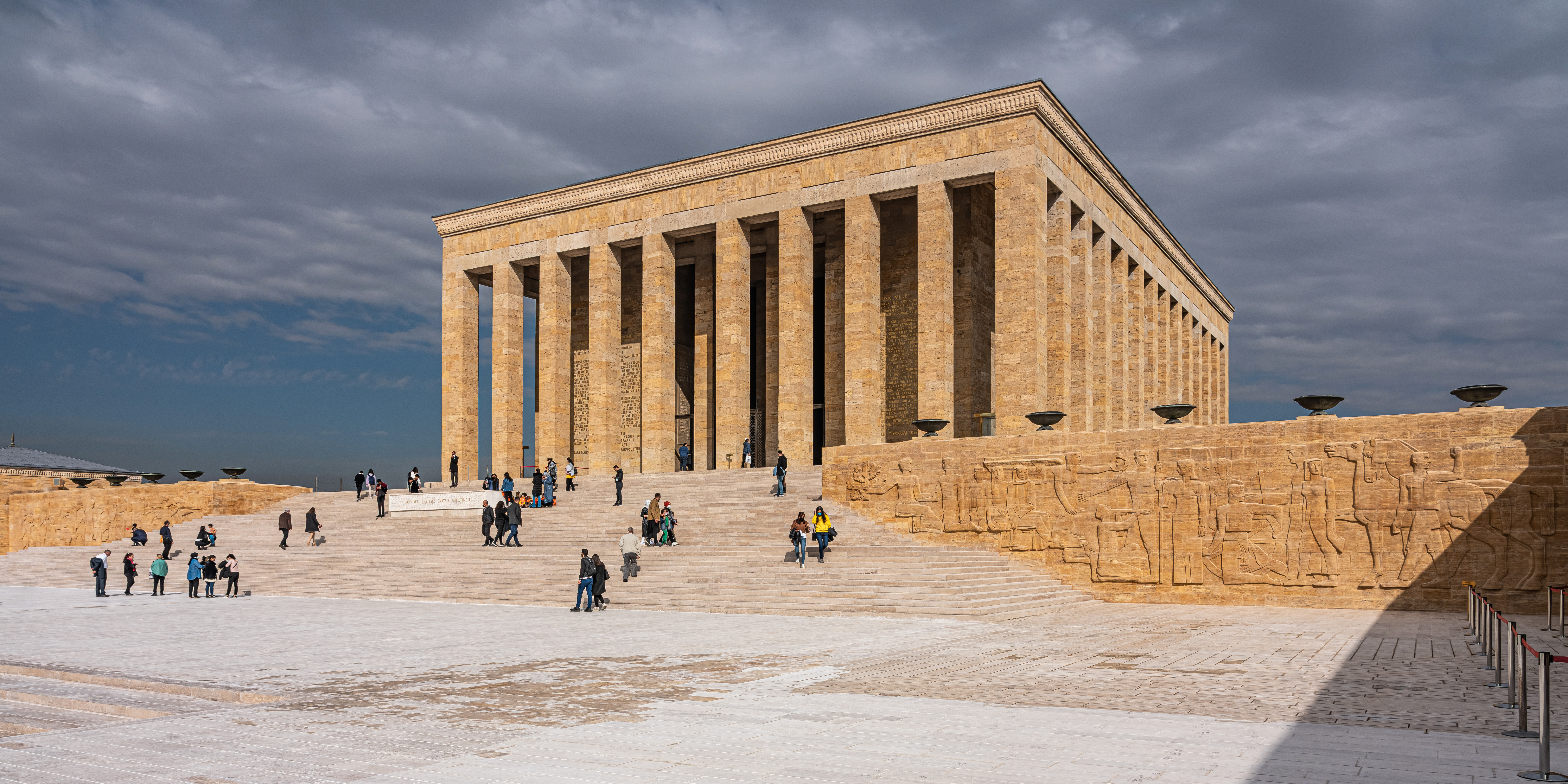
Anıtkabir

## Lásd még
- Anıtkabir, Mustafa Kemal Atatürk nyughelye
- Török Nagy Nemzetgyűlés

## Fordítás
- Ez a szócikk részben vagy egészben  a(z)   Çankaya, Ankara című török Wikipédia-szócikk ezen változatának fordításán alapul.  Az eredeti cikk szerkesztőit annak laptörténete sorolja fel. Ez a jelzés csupán a megfogalmazás eredetét és a szerzői jogokat jelzi, nem szolgál a cikkben szereplő információk forrásmegjelöléseként.

## Külső hivatkozások
- Çankaya kajmakamság (törökül)
- Çankaya részletes térképe